# Pedro Mota Soares
Pedro Mota Soares, född 1974, är en portugisisk politiker och socialminister sedan juni 2011. Han är utbildad jurist och har varit ledamot av Assembleia da República för CDS-PP.